# Juka (sopa)
Juka (“kraujinë sriuba”) é uma sopa de aves com sangue, tradicional na culinária da Lituânia. Coze-se carne de ganso, pato ou galinha, removendo a espuma que se formar, tempera-se com cebola cortada, pimenta preta, sal e louro, e junta-se cevada até tudo ficar bem cozido. Desossa-se a carne e junta-se com o sangue misturado com pão de centeio, mexendo sempre até a sopa chegar a uma fervura branda, que deve durar no máximo 10 minutos. Serve-se com batata cozida e pão de centeio. 